# اتحاد الشعب (إيطاليا)
اتحاد الشعب هو تحالف سياسي يساري في إيطاليا أطلقه لويجي دي ماجيستريس في 9 يوليو 2022.

## التاريخ

### خلفية
خلال الجمعية الوطنية للديمقراطية والحكم الذاتي في يناير 2022 أعلن لويجي دي ماجيستريس زعيم الحزب والعمدة السابق لنابولي عن نيته تشكيل ائتلاف جديد من الأحزاب اليسارية بدءًا من حزبه. في فبراير أسس أربعة نواب مجموعة فرعية في مجلس النواب تسمى «مانيفستا». تم انتخابهم جميعًا في الانتخابات العامة لعام 2018 لحركة النجوم الخمسة وهو حزب شعبوي، ثم تركوا الحزب وانضموا إما إلى السلطة للشعب أو حزب إعادة التأسيس الشيوعي.
في 28 أبريل في مجلس النواب عقد دي ماجيستريس والنواب الأربعة من مانيفست مؤتمرًا مشتركًا لإطلاق تحالف من الأحزاب المعارضة للحرب الروسية الأوكرانية وحكومة ماريو دراجي للانتخابات العامة المقبلة، والتي كان من المقرر مبدئيا أن يتم إجراؤها في عام 2023. وذكر أيضًا أن المجموعة لن تنضم إلى تحالف يسار الوسط بقيادة الحزب الديمقراطي.
في 9 يوليو نظم دي ماجيستريس تجمعًا باسم «نحو اتحاد الشعب»، والذي حضره أيضًا أكثر من أربعة أحزاب أخرى. سيشارك التحالف في الانتخابات العامة لعام 2022.